# 마리나 콘팔로네
마리나 콘팔로네(Marina Confalone, 1951년 6월 2일 ~ )는 이탈리아의 배우이다.

## 출연 작품
- 더 바이스 오브 호프 (2018)
- 미스터 롯피터 (2017)